# Szánkó a téli olimpiai játékokon
A szánkó a téli olimpiai játékok programjában 1964 óta szerepel. Négy versenyszámban, férfi és női egyesben, kettesben, valamint vegyes váltóban avatnak olimpiai bajnokot. Az eddigi versenyeken a német szánkósok nagy fölénnyel vezetnek más nemzetek sportolói előtt, a német Georg Hack a legeredményesebb három arany és két ezüstéremmel.

## Versenyszámok
| Versenyszám         | Az olimpia évének utolsó két számjegye | Az olimpia évének utolsó két számjegye | Az olimpia évének utolsó két számjegye | Az olimpia évének utolsó két számjegye | Az olimpia évének utolsó két számjegye | Az olimpia évének utolsó két számjegye | Az olimpia évének utolsó két számjegye | Az olimpia évének utolsó két számjegye | Az olimpia évének utolsó két számjegye | Az olimpia évének utolsó két számjegye | Az olimpia évének utolsó két számjegye | Az olimpia évének utolsó két számjegye | Az olimpia évének utolsó két számjegye | Az olimpia évének utolsó két számjegye | Az olimpia évének utolsó két számjegye | Az olimpia évének utolsó két számjegye | Verseny- számok száma |
| Versenyszám         | 64                                     | 68                                     | 72                                     | 76                                     | 80                                     | 84                                     | 88                                     | 92                                     | 94                                     | 98                                     | 02                                     | 06                                     | 10                                     | 14                                     | 18                                     | 22                                     | Verseny- számok száma |
| ------------------- | -------------------------------------- | -------------------------------------- | -------------------------------------- | -------------------------------------- | -------------------------------------- | -------------------------------------- | -------------------------------------- | -------------------------------------- | -------------------------------------- | -------------------------------------- | -------------------------------------- | -------------------------------------- | -------------------------------------- | -------------------------------------- | -------------------------------------- | -------------------------------------- | --------------------- |
| Férfi egyes         | •                                      | •                                      | •                                      | •                                      | •                                      | •                                      | •                                      | •                                      | •                                      | •                                      | •                                      | •                                      | •                                      | •                                      | •                                      | •                                      | 16                    |
| Női egyes           | •                                      | •                                      | •                                      | •                                      | •                                      | •                                      | •                                      | •                                      | •                                      | •                                      | •                                      | •                                      | •                                      | •                                      | •                                      | •                                      | 16                    |
| Kettes              | •                                      | •                                      | •                                      | •                                      | •                                      | •                                      | •                                      | •                                      | •                                      | •                                      | •                                      | •                                      | •                                      | •                                      | •                                      | •                                      | 16                    |
| Vegyes váltó        |                                        |                                        |                                        |                                        |                                        |                                        |                                        |                                        |                                        |                                        |                                        |                                        |                                        | •                                      | •                                      | •                                      | 3                     |
| Versenyszámok száma | 3                                      | 3                                      | 3                                      | 3                                      | 3                                      | 3                                      | 3                                      | 3                                      | 3                                      | 3                                      | 3                                      | 3                                      | 3                                      | 4                                      | 4                                      | 4                                      |                       |

## Résztvevők nemzetek szerint
| Nemzetek                       | 64 | 68 | 72 | 76 | 80 | 84 | 88 | 92 | 94 | 98 | 02  | 06  | 10  |
| ------------------------------ | -- | -- | -- | -- | -- | -- | -- | -- | -- | -- | --- | --- | --- |
| Amerikai Virgin-szigetek (ISV) | –  | –  | –  | –  | –  | –  | 1  | 2  | 2  | 1  | 2   | –   | –   |
| Argentína (ARG)                | 1  | –  | –  | –  | –  | –  | 1  | 1  | –  | –  | 2   | 1   | 1   |
| Ausztrália (AUS)               | –  | –  | –  | –  | –  | –  | –  | 1  | 1  | –  | –   | 1   | 1   |
| Ausztria (AUT)                 | 9  | 9  | 8  | 7  | 10 | 7  | 7  | 7  | 8  | 8  | 10  | 10  | 9   |
| Bermuda (BER)                  | –  | –  | –  | –  | –  | –  | –  | 1  | 1  | 1  | 1   | –   | –   |
| Bosznia-Hercegovina (BIH)      | –  | –  | –  | –  | –  | –  | –  | –  | 2  | 1  | –   | –   | –   |
| Brazília (BRA)                 | –  | –  | –  | –  | –  | –  | –  | –  | –  | –  | 2   | –   | –   |
| Bulgária (BUL)                 | –  | –  | –  | –  | –  | –  | 3  | 3  | 2  | –  | –   | 1   | 2   |
| Csehország (CZE)               | –  | –  | –  | –  | –  | –  | –  | –  | –  | –  | 2   | 4   | 4   |
| Csehszlovákia (TCH)            | 6  | 6  | –  | 4  | 3  | 3  | 2  | 4  | –  | –  | –   | –   | –   |
| Dél-Korea (KOR)                | –  | –  | –  | –  | –  | –  | –  | –  | –  | 3  | 3   | 1   | 1   |
| Egyesült Államok (USA)         | 8  | 8  | 10 | 9  | 10 | 9  | 10 | 9  | 10 | 10 | 10  | 10  | 10  |
| Egyesített Csapat (EUN)        | –  | –  | –  | –  | –  | –  | –  | 10 | –  | –  | –   | –   | –   |
| Észtország (EST)               | –  | –  | –  | –  | –  | –  | –  | –  | 1  | 2  | –   | –   | –   |
| Franciaország (FRA)            | –  | 5  | 1  | 1  | –  | –  | 1  | 3  | –  | –  | 3   | –   | 1   |
| Fülöp-szigetek (PHI)           | –  | –  | –  | –  | –  | –  | 1  | –  | –  | –  | –   | –   | –   |
| Görögország (GRE)              | –  | –  | –  | –  | –  | –  | –  | –  | 2  | 1  | –   | –   | –   |
| Grúzia (GEO)                   | –  | –  | –  | –  | –  | –  | –  | –  | 2  | –  | –   | –   | 1   |
| Holland Antillák (AHO)         | –  | –  | –  | –  | –  | –  | 1  | –  | –  | –  | –   | –   | –   |
| India (IND)                    | –  | –  | –  | –  | –  | –  | –  | –  | –  | 1  | 1   | 1   | 1   |
| Japán (JPN)                    | –  | –  | 7  | 5  | 2  | 4  | 5  | 3  | 3  | 6  | 4   | 5   | 3   |
| Jugoszlávia (YUG)              | –  | –  | –  | –  | –  | 3  | –  | 2  | –  | –  | –   | –   | –   |
| Kanada (CAN)                   | 1  | 7  | 4  | 8  | 4  | 2  | 9  | 6  | 2  | 2  | 7   | 10  | 10  |
| Lengyelország (POL)            | 8  | 9  | 8  | 8  | –  | –  | –  | 2  | 2  | 2  | –   | 3   | 2   |
| Lettország (LAT)               | –  | –  | –  | –  | –  | –  | –  | 6  | 8  | 10 | 8   | 8   | 10  |
| Liechtenstein (LIE)            | 3  | 3  | 1  | 3  | 2  | 1  | 1  | –  | 1  | –  | –   | –   | –   |
| Moldova (MDA)                  | –  | –  | –  | –  | –  | –  | –  | –  | –  | –  | 1   | 1   | 1   |
| Nagy-Britannia (GBR)           | 2  | 2  | 6  | 4  | 7  | 4  | 4  | 2  | 1  | –  | 1   | 2   | –   |
| Egyesült Német Csapat (EUA)    | 9  | –  | –  | –  | –  | –  | –  | –  | –  | –  | –   | –   | –   |
| NDK (GDR)                      | –  | 8  | 9  | 9  | 9  | 10 | 10 | –  | –  | –  | –   | –   | –   |
| Németország (GER)              | –  | –  | –  | –  | –  | –  | –  | 10 | 10 | 10 | 10  | 10  | 10  |
| NSZK (FRG)                     | –  | 8  | 10 | 8  | 7  | 8  | 7  | –  | –  | –  | –   | –   | –   |
| Norvégia (NOR)                 | 4  | 2  | 3  | 7  | –  | 2  | –  | 2  | 3  | –  | –   | –   | –   |
| Olaszország (ITA)              | 7  | 8  | 9  | 8  | 9  | 9  | 9  | 8  | 8  | 10 | 10  | 9   | 8   |
| Oroszország (RUS)              | –  | –  | –  | –  | –  | –  | –  | –  | 8  | 7  | 10  | 10  | 10  |
| Puerto Rico (PUR)              | –  | –  | –  | –  | –  | 1  | 2  | –  | –  | –  | –   | –   | –   |
| Románia (ROU)                  | –  | –  | –  | –  | 4  | 3  | 1  | 3  | 4  | 3  | 4   | 4   | 7   |
| Spanyolország (ESP)            | –  | 4  | –  | –  | –  | –  | 1  | 1  | –  | –  | –   | –   | –   |
| Svájc (SUI)                    | 9  | –  | –  | –  | 2  | –  | –  | –  | 1  | 1  | 2   | 2   | 2   |
| Svédország (SWE)               | –  | 5  | –  | 5  | 4  | 2  | 2  | 3  | 5  | 3  | 2   | –   | –   |
| Szlovákia (SVK)                | –  | –  | –  | –  | –  | –  | –  | –  | 2  | 1  | 4   | 8   | 5   |
| Szlovénia (SLO)                | –  | –  | –  | –  | –  | –  | –  | –  | –  | –  | –   | 1   | 1   |
| Szovjetunió (URS)              | –  | –  | 7  | 5  | 7  | 10 | 10 | –  | –  | –  | –   | –   | –   |
| Tajvan (TPE)                   | –  | –  | –  | 2  | –  | 3  | 2  | –  | –  | 2  | 2   | 1   | 1   |
| Új-Zéland (NZL)                | –  | –  | –  | –  | –  | –  | –  | –  | –  | 1  | 1   | –   | –   |
| Ukrajna (UKR)                  | –  | –  | –  | –  | –  | –  | –  | –  | 3  | 6  | 4   | 8   | 6   |
| Venezuela (VEN)                | –  | –  | –  | –  | –  | –  | –  | –  | –  | 1  | 4   | 1   | –   |
|                                |    |    |    |    |    |    |    |    |    |    |     |     |     |
| Nemzetek                       | 12 | 14 | 13 | 16 | 14 | 17 | 22 | 22 | 25 | 24 | 26  | 24  | 25  |
| Sportolók                      | 67 | 84 | 83 | 94 | 80 | 81 | 90 | 89 | 92 | 93 | 110 | 108 | 108 |
| Évek                           | 64 | 68 | 72 | 76 | 80 | 84 | 88 | 92 | 94 | 98 | 02  | 06  | 10  |